# سردرآباد
سردرآبادروستایی است از توابع شهرستان کمیجان در استان مرکزی. این روستا در دهستان خسروبیگ این شهرستان قرار دارد. 

## مشخصات منطقه ای
روستای سردرآباد طبق تقسیمات اخیر کشوری، ازتوابع دهستان خسروبیگ و بخش میلاجرد شهرستان کمیجان می‌باشد . این روستا بامختصات جغرافیایی ۴۹ درجه و ۳۴ دقیقه طول شرقی و ۵۷ درجه و ۴۳ دقیقه عرض شمالی در شمال غربی استان مرکزی قراردارد.فاصله روستای سردرآباد تا مرکز شهرستان ۶۲ کیلومتر می‌باشد .

## جمعیت
طبق سرشماری مرکز آمار ایران، جمعیت سردرآباد در سال ۱۳۸۵ برابر با ۲۷ نفر بوده‌است. این روستا ۹ خانوار دارد. 